# Métropole Nice Côte d'Azur
Métropole Nice Côte d'Azur er et interkommunalt samarbejde indenfor departementet Alpes-Maritimes. Samarbejdet er et Frankrigs første, af den type man kalder et Etablissement Public de Coopération Intercommunale, som er oprettet med afsæt i lov nr. 2010-1563 af 16 december 2010 og som det er meningen, at alle franske kommuner skal være medlem af inden 1. juli 2013.

## Karakteristika
Samarbejdet omfatter i alt 46 kommuner, med tilsammen 550.000 indbyggere og et areal på 1.400 km2. Der kommer 10 millioner turister dertil om året og der er 35.000 studerende.

## Sammensætning
De 46 kommuner er:
- Aspremont
- Bairols
- Beaulieu-sur-Mer
- Belvédère
- Cagnes-sur-Mer
- Cap d’Ail
- Carros
- Castagniers
- Clans
- Coaraze
- Colomars
- Duranus
- Eze
- Falicon
- Ilonse
- Isola
- La Bollène Vésubie
- La Gaude
- La Roquette sur Var
- La Tour sur Tinée
- La Trinité
- Lantosque
- Levens
- Marie
- Nice
- Rimplas
- Roquebillière
- Roubion
- Roure
- Saint-André de la Roche
- Saint-Blaise
- Saint-Dalmas le Selvage
- Saint-Etienne-de-Tinée
- Saint Jean Cap Ferrat
- Saint-Jeannet
- Saint-Laurent-du-Var
- Saint-Martin-du-Var
- Saint-Martin-Vésubie
- Saint-Sauveur-sur-Tinée
- Tournefort
- Tourrette-Levens
- Utelle
- Valdeblore
- Venanson
- Vence
- Villefranche-sur-Mer